# Karol Borsuk
Karol Borsuk (Varsó, 1905. május 8. – Varsó, 1982. január 24.) lengyel matematikus. Elsődleges érdeklődési köre a topológia volt. Az ő nevéhez fűzödik az abszolút rektraktumok, abszolút környezetrektraktumok, valamint a kohomotópia-csoportok elméletének megalkotása. 
PhD-ját 1930-ban szerezte a Varsói Egyetemen, doktori témavezetője Stefan Mazurkiewicz volt. A második világháború alatt illegalitásban tanított, majd a háború befejezését követően nagy szerepe volt az egyetem újjászervezésében.
1956-tól a Lengyel Tudományos Akadémia Matematikai Intézetének igazgatóhelyettese volt.

## Lásd még
- Borsuk–Ulam-tétel
- Varsói matematikai iskola